# جامعة بزرغ
جامعة بزرغ هي قرية في مقاطعة مرند، إيران. عدد سكان هذه القرية هو 819 في سنة 2006.